# Astracantha xanthogossypina
Astracantha xanthogossypina là một loài thực vật có hoa trong họ Đậu. Loài này được (Hand.-Mazz.) Podl. miêu tả khoa học đầu tiên năm 1983.